# ポニー (ラジオカー)

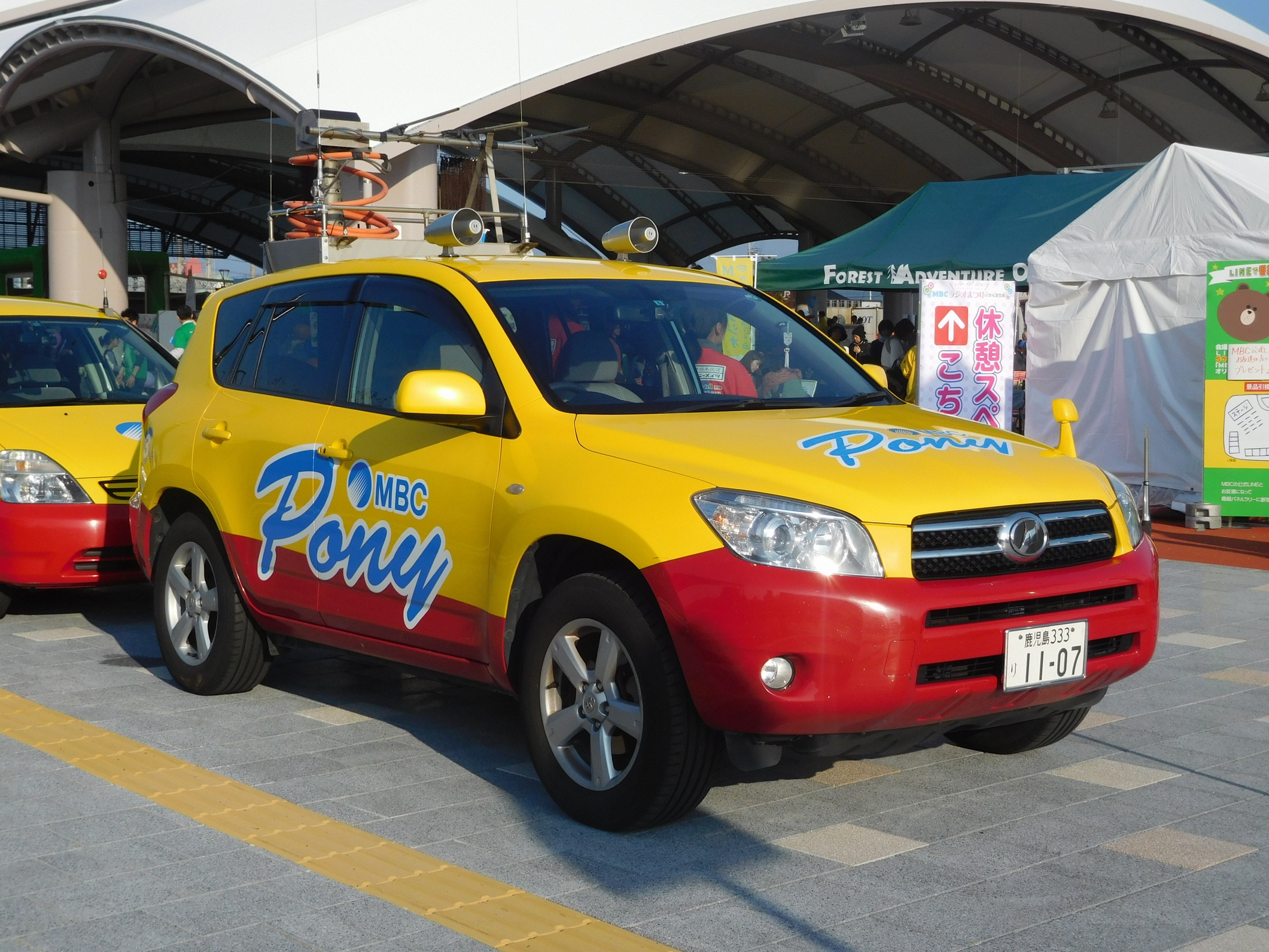
ポニー3号（2016年）

ポニー (Pony) とは南日本放送（MBCラジオ・鹿児島県）が所有し、県内各地で活動しているラジオカーの愛称である。一般的に「ポニー号」と呼ばれている。

## 沿革
1973年4月に松下通信工業（現:パナソニック モバイルコミュニケーションズ）に発注される形で導入されたが、このときはMBCラジオカーと呼んでいたようで、まだ愛称がなかった。このときのラジオカーはトヨタ・カローラ1400デラックスで、ボンネットの部分に白く「MBC RADIO 1110KHZ」と書かれていた。
1976年12月に2号車導入の際に愛称が公募され、450件の応募の中から厳選され、現在の「ポニー」に決まった。名前の由来は動物のポニーのように県内各地を巡ることに由来している。
現在ではMBCラジオのマスコット的存在としてリスナーから親しまれている。

## 概要
- レポーターの愛称は、1976年に第1期生が登場した「ポニーメイツ」で、120人以上の一般女性を次々と採用された。ほとんどのMBCタレントと同様に、MBCサンステージに所属している。
  - 2024年4月1日から第48期生[1]>が活動中。

- さまざまな指定の服装があり、メイツたちの活動着（制服）としている。

- 以前は1974年から1986年までキャスタードライバーというものが存在した。
  - 現在はポニーメイツがその役割を担っている。

- ポニーメイツの任期は40期生以降、2年固定で3人体制。39期生までは1年更新で1～2年かつ2～3人までの体制だった。34期生までは1～3年かつ4～6人までの体制で、3年間活動した元ポニーメイツは、そのほとんどが現役のMBCタレントであり、タレント業を引退したものはあまりいない。尚、48期生に関しては、諸事情により1年間の活動となった。

- ほとんどのAM民放局のラジオカーの専属レポーターが全ワイド番組を対象としているのに対し、MBCのポニーメイツは他局の専属レポーターとは運用方法が異なり、朝ワイドシリーズ（2022年現在は平日の『モーニングスマイル』と『二見いすずの土曜ラジオ』（第一部））が主な活動番組である。その他には、『城山スズメ』内の『ポニーの街角リクエッ中』も現役ポニーメイツの担当である。
  - 活動の内訳は、1台構成で、通常時はその車両に2人のメイツが乗り込み、技術スタッフは1人もいない。34期生までは2台構成であり、ポニー1号とポニー3号のセットが特に多かった。

- 全員の活動は、祝日を中心としたモニパレ畑[注 2]での農業レポートが大半である。そのときは、番組アシスタントと農業指導者も一緒に出演する。
  - 鹿児島市都市農業センターの南日本放送が保有する畑は長年農業指導者を担当したものが退職した[注 3]こともあり、間をおいて2017年度をもって終了した。MBCが管理していた畑は、元ポニーメイツの神崎美香が個人で保有している。[要出典]

- それ以外の番組では不定期であるが、「ポニーのタウン情報」として県内各スポットからの情報、お知らせを伝える。MBCにスポンサーとして契約している企業が主であり[注 4]、伝える対象が商品[注 5]の場合は、取り扱う店舗（キャンペーンを実施している事が多い）から通常、民間放送のコマーシャルメッセージで禁止されている二重宣伝[注 6]を行使する形を採られる。MBC住宅展（MBCハウジングフェア、MBC国分住宅展）、JUカーパークといったMBC自体が直接管理する施設の場合は、出展者の代表が出演する。現役ポニーメイツ[注 7]に加え、元ポニーメイツのMBCタレントが伝えることもある。
  - 毎月1日（1月は4日）の12時台に生協コープかごしま運営のスーパーマーケットと、毎月1回の不定期火曜日の10時台に県内のエーコープの店舗をちょっきり店長こと野口たくお担当のレポートが恒例化している。前者ではコープの日[注 8]のPRを兼ねてで、後者ではちょっきり市のレポートを兼ねての来店であり、必ずちょっきり店長がチョキしか出さないじゃんけんが行われている。
  - 温泉ぱらだいす鹿児島のタレントプラン宣伝レポートは、必ずプロデュースしたタレント本人が担当する。このため、通常タウン情報を担当していないタレントも含まれている。
  - たんぽぽ倶楽部の10時台のタウン情報は活動番組が終了したばかりのため、2021年9月まで活動で空いたポニー号で、活動していないメイツまたは元ポニーメイツのMBCタレントが必ず行っていたが、後に述べるモーニングスマイルの最終レポートが打ち切られて以降、移動時間に余裕が出来たこともあり、この規制は解除された。

- 活動開始期間が不定期で、決められた時期に入れ替わることが多い他局のラジオカー専属レポーターと異なり、1期生あたりの活動期間は年度ごとである。従って年度末の最終金曜日に一部メイツ[注 9]が任期満了に伴う卒業レポートが行われる。

- ちなみに、ジャンプアップミュージック[注 10]の部分をポニーのタウン情報と同等の内容のミニ番組『こんにちはポニー』に差し替えることがある。差し替える時間は、土日の10～11時台で、2018年4月からは土曜14時55分も対象。

- ポニーメイツのテレビでの出演に関しては、毎年正月三が日に放送される新年挨拶のミニ番組で、ポニー号をバックにポニーメイツ全員が一堂にそろって挨拶するほか、2008年10月30日に放送された「どーんと鹿児島・密着！ラジオの現場」において、MBCラジオを題材にしたため、ポニー3号が新しくなったばかりのポニー号が取り上げられポニーメイツがインタビューに行くところにはたしんやが同行し、取材された。
  - 現在では『かごしま4』内のコーナー「ラジからポニーメイツ」（毎週水曜日）を現役のポニーメイツが担当している。内容はスマイル中継の内容をテレビで紹介するもの。番組の開始当初は月曜日から水曜日に放送されていた。

- MBCパーソナリティーのトップページでのポニーメイツの項目では、専用の写真が用意される。したがって、MBCタレントに転向したものは新たに取り直される。

- ポニーメイツの募集時期は毎年12月中旬から1月下旬としている。必要なものは、運転免許証と運転記録証明書[注 11]。キャスタードライバーを廃止した後、ポニーメイツ自身が直接運転することもあり、それに替わる形で運転免許証と運転記録証明書が必要になったとみられる。自社で募集し、MBCのテレビ・ラジオ・インターネットで堂々と宣伝することもあり、県外出身者がたまにみられる他局ラジオカーの専属レポーターに比べて、鹿児島県本土の出身者が主で、県内離島部や県外出身者はごくごく希である。

- MBCラジオ全体のオリジナルクオカード（500円分）にもポニー号のイラストがデザインされている。

- ポニー号の中継は、原則は鹿児島県本土の各地から生中継をするが、ラジオ聴取率調査の該当期間[注 12]を中心として種子島、屋久島、奄美大島など比較的大きな離島へ「アイランド・ポニー号」[注 13]として一週間単位で滞在し、島内を巡回して生中継（たんぽぽ倶楽部や城山スズメなどのタウン情報も含めて）することがある。活動終了後には、「アイランドポニーこぼれ話」と称して、通常では伝えきれなかったことを伝える。
  - 「アイランド・ポニー号」のレポートの様子を、MBCテレビの番組の「ズバッと!鹿児島」で、活動終了後の後日に伝えることがある。そのときは、それに参加したポニーメイツの1人がゲストで出演する。
  - 平成5年8月豪雨（8.6水害）ではポニー号が3台すべて水没した[注 14]ため、一時期アイランドポニー号と同じようなことが採られていた。
  - 現在はふるさとウィークで離島を担当するときが中心で、当初はポニー号が直接離島に乗り入れていたものの、2017年の奄美大島ふるさとウィークの途中に平成29年台風第5号が奄美大島に最接近し、ポニー2号の足止めを食らったため、それ以降の離島のふるさとウィークの時はアイランドポニー号としての運用が復活し、当初はリクエッ中のスポンサーの中に鹿児島県下のHonda Cars店があった関係で、トヨタレンタリース鹿児島に頼っておらず、離島を担当する時もホンダのレンタカーが使われていた。ただ、トヨタレンタリース鹿児島のスポンサー提携は持続しているため、リクエッ中がノンスポンサーになって初めての離島でのふるさとウィークである2021年の奄美大島ふるさとウィークからトヨタレンタリース鹿児島との協力が復活した。
  - 2023年11月の「種子島ふるさとウィーク」では、久々にポニー号ごとの派遣が行われ、前述の理由と現行車では比較的小型であることもありトヨタ車であるポニー3号（後述）が種子島に渡っている。
- 「ポニーの早起きリクエスト」というミニ番組が月曜日から金曜日までの午前5時10分から5分間放送されていたが、Chi・Ka・Raこぶ放送終了と同時に終了した。内容は前回の活動番組で放送されたレポートのうち、ポニーのアサチュウ、かごしまLife、最終レポートの中からいずれかひとつを選んで再放送するというもの。
- 余談だが、ラジオカーのポニーと動物のポニーを引っ掛け、キャスターに擬人化したMBCラジオオリジナルキャラクター「ポニー君」が1983年に登場していた（公募で選ばれている[4]）。1986年には「生麦、生米、生ラジオ」[注 15]とこのキャラクターが書かれたステッカーが登場し、MBCの社用車の多くに貼られた。その後「ポニー君」は一時期使用されていなかったが、2020年度のポニーメイツの夏服のポケット部分にデザインされ復活している[注 16]。

## ポニー号（車両）

### 車両について

#### 塗装・デザイン
上部が黄色で下部が赤の車体が特徴となっていて、常に3台がMBCに常備されている。1974年に活動を開始した時から1台を除き同じカラーリングであるため、一部の鹿児島県民にはポニー号のカラーリングとしてある程度知られている。ロゴマークは2008年導入車及び2019年以降の導入車で変更され、車両デザイン自体も2019年の導入車で大幅に変更されている。
2008年導入車では、1980年代以降の車両ではリアフェンダーの位置にあったサイドの「PONY」ロゴが真ん中に移され筆記体での表記に変更、シンボルマーク及び「MBC」の表記と合わせられ、ボンネットのロゴマークがMBCのシンボルマークからサイドと同一のロゴに変更された。
2019年以降の導入車では、基本的な色を変更せず色味を若干変更した上で、ベース車のデザインに合わせた塗り分けとなり、サイド及びボンネットの「PONY」のロゴは電波や目をモチーフとしたものに再び変更された。
ラジオ制作部専用の社用車もポニー号と同じカラーリングとナンバープレートの一連指定番号（後述）であり、公開生放送用の機材の積載や録音収録で主に使われている。ロゴには『MBCラジオ』と書かれているだけで差別化が計られているが、その見た目からポニー号に間違えられることもしばしばである。

#### ナンバープレート・装備
区分番号3桁化以降に納車されたものに関しては、ナンバープレートの一連指定番号はすべてMBCラジオのAM周波数にちなんだ希望ナンバーである「11-07」に統一されている（先述の社用車も同様）。
因みに2008年以降の車両には､他局の同様のラジオカーに度々存在する8ナンバー登録（特種用途自動車）の車両は1台もおらず、八木・宇田アンテナの自動伸縮ポールに絡む特殊艤装のある1・3号車含め3台とも3・5ナンバーの乗用車登録とされている（但し、現行の3号車はベース車の都合で特例扱い。詳細は後述）。
またアンテナ含む放送機器以外の特殊装備としては、1980年代後半から1990年代導入車の屋根に装着され、当時日本国内の同様のラジオカーで一般的であった緊急自動車用スピーカー一体式バー型散光式警光灯を応用した「MBCラジオ・放送中」の行灯、1970年代から80年代前半及び2000年代導入車に装備された屋根上のスピーカーがある。

### ポニー号一覧・車両沿革
2024年現在の現行車両は本田技研工業及びトヨタ自動車が販売する車両とされているが、1990年代までは日産自動車やマツダの車両も使用されていた。

#### ポニー1号 初導入年：1973年
初代に関しては先述。
1980年代からの一時期は日産車が採用されていた。1993年の8.6水害当時はスカイラインワゴンが使用されており、当時のポニー2号共々社屋ピロティーの駐車場で水没の憂き目に遭っている。 のちにグロリアワゴンが代替で導入され、2000年代初頭まで使用された。
その後は現行車両までホンダ車が採用されている。以前は現行のポニー2号と同じストリーム、2008年9月下旬ごろ更新の3代目CR-Vが使用されていた。
現行車両は2019年1月頃に5代目CR-Vに更新されたもの。この車両から現行のデザインに変更されている。

#### ポニー2号 初導入年：1976年
初めて導入されたときにはアンテナ（八木・宇田アンテナ）の伸縮ポールが初めて採用され、初代車両のみがカラーリングが青系と、唯一他のポニー号と異なっていた。これを機に鹿児島市外のレポート活動を本格化させるようになった。
8.6水害当時はトヨタ・マークⅡワゴンが使用されており、1号車と同じ場所で水没している。
現行車両はかつての1号車と同じくホンダ・ストリーム（初代・前期型）（2世代前のデザイン）で、2000年代初頭の導入である。現行3台の中で唯一伸縮ポールを採用していないため、FMカーとしての運用が主であり、この車両が中継用のポニー号に電波を送る役割を担っている。
朝ワイドのレポートで使われる機会は少なく最後に社屋の車庫から出していることもあって（後述）、走行距離が他の2台よりも短いため、3台の中では一番古い上に20年以上に亘り使用されている。

#### ポニー3号 初導入年：1989年
初代車両はワンボックスタイプであるマツダ・ボンゴワゴン。同車は先述の8.6水害で、MBC社屋前の駐車場にて他の駐車車両が完全に水没する中、車高が高いために完全な水没は免れている映像が残っている。
のちにトヨタ車を採用する様になり、以前は3代目RAV4（2008年9月下旬ごろに更新導入）が使用されていた。
現行車両は2020年4月更新導入、ベース車両がシエンタ・FUNBASEのガソリン車となっており、久々に小型車のミニバン（ワンボックス）タイプが導入された 。なお、ベースのシエンタは本来5ナンバー登録だが、先述の通り当車は屋根上に架装されたアンテナの自動伸縮ポールの都合上、折りたたみ時でも全高が2mを超えるため3ナンバー登録とされている。

### 車両運用
ポニーメイツの朝ワイドレポートは走行距離差を縮めるため、1号車と3号車がバランス良く使われる運用をなされている。ただし、現役ポニーメイツが担当するコーナーであっても「週末のタペストリー」でのレポートは1号車が使われていることが多い。
1号車と3号車が全て鹿児島市外に出かける場合は、2号車が使われることもある。2号車をレポートで使う場合は、MBC本社や、親局の紫原の双方の基地局を抱える関係もあって、電波強度が他の地域よりも高い鹿児島市街地を中心とした運用となる。
3号車は現行3台の中で唯一トヨタ車を使用していることから、かつて『たんぽぼ倶楽部』内で放送された『トヨタ街角ステーション』（2021年まで）でのトヨタディーラーからのレポートでは必ず使用されていた。それらに該当する日で10時台のポニーのタウン情報がある場合は、3号車以外（主に2号、1号車が使われることも稀にあった）が必ず使われていた。
土曜午後の『青だよ!たくちゃん!』内の中継でも3号車が使われていることが多かったが、中継コーナーが『おでばい中!』から『ごめんなったもーし!』に代わると時を同じくして、1号車の使用が多くなった（いずれも中継場所が鹿児島市内の場合は、2号車が使われていることもある）。

## コーナー、テーマ

### 現役ポニーメイツの担当コーナー
出発レポートのみ担当ポニーメイツ2名全員の紹介をし、それ以外のコーナーは担当レポーターの名前のみの紹介である。
現在
『モーニングスマイル』
- スマイルレポート725（毎回7:25～7:30）
2019年11月以降に7:07頃～7:10頃までの出発リポートをこのコーナーに統合したため、出発リポートも兼ねるようになっている。これは、7時台の『お早うネットワーク』までの全コーナーにおいてスポンサーが一杯になったための措置。また、現役ポニーメイツのみが担当するコーナーで唯一スポンサーによる提供（Misumi一社提供[注 30]）が付いている。
- スマイル中継（旧：ポニーのアサチュウ）（毎回8:42頃～8:50頃）
平日朝ワイドのメイン担当コーナー。コーナーBGMは2人が入れ替わる偶数年に変更されるため、番組BGMがフルリニューアルされた2021年度も変更されなかった。
- かごしまLife（第2水曜9:14頃～9:23頃）
現役ポニーメイツ以外が担当することがある。

『二見いすずの土曜ラジオ！』
- 出発レポート（放送開始から概ね2～3分後）
- 週末のタペストリー（毎回10時台頃）
『土曜ラジオ』のメイン担当コーナー。10時台に特別番組などが編成される場合は、9時30分頃に変更される。

過去
- リビングこれが校区の力だ（木曜9:14～9:23）
- セイカ子供応援団～みんな元気～（火曜9:14～9:23）
コーナー自体は持続中で、女性タレントが録音で担当。新型コロナウイルス感染症の影響で2020年3月から電話での出演に仮移行し、2022年6月に担当タレント変更と同時に本移行した。MBCテレビ『わんぱくてれび』の取材と並行して行われているため、県本土内の幼稚園・保育所に限られている。
- モーニングスマイルの最終レポート（毎回9:30頃～9:35頃）
放送時間の5分短縮に伴い、2021年9月24日の放送をもって打ち切り。

### 担当テーマ（終了）
- ウィークエンドアンケート（毎週金曜日）
Chi・Ka・Raこぶの放送中のみであり、現在は実施されていない。

## 中継基地
- ポニー号はMBC本社と下記の4箇所のMBC所有の中継基地を拠点とし、県内本土のごく一部を除く地域、離島の甑島列島、三島列島、種子島、屋久島と、隣接する宮崎県のごく一部をカバーする。原則としてテレビやFM補完中継局の送信設備に相乗りする形を採っている。
- 1985年以降は山頂など、中継地を見渡せる場所に中継専用のポニー号を置いて、レポート用のポニー号に取材をするという方式を採っており、主に中継基地の電波が届かない場所でのレポートに使われる。3台全てがレポートに使う日で、中継基地の電波が届かない場所でのレポートは、携帯電話の回線を使っている。
  - 紫原（親基地）
  - 姶良中継局（牟礼ヶ岡・1979年設置）
  - 鹿屋中継局（高隈山・1987年設置）
  - 枕崎中継局（蔵多山・設置年不明）
  - 阿久根中継局（紫尾山・1988年設置）

## ポニーメイツ一覧

### 現在
- 浜絵里香（はま えりか）（49期 - 、1期目）
- 山本朱海（やまもと あやみ）（49期  - 、1期目）

### 過去
主なものを挙げる。記載されているものは活動当時のもの。Wikipediaに記事がないもので、プロフィールのリンクを付けている者は2025年4月現在MBCタレントであることを表す。
- 仮屋亜美（かりや あみ）（48期のみ）
  - 前職は小学校教諭であった。1期のみで卒業。
- 中塩屋璃歩（なかしおや りほ）（48期のみ）
  - 前職は幼稚園教諭[1]。体調不良で1年での卒業。
- 増水巴美（ますみず ともみ）（47期 - 48期）
  - ポニーメイツ初の2000年度生まれ。増水がポニーメイツになった年に、アナウンサーとして南日本放送に入社した田神沙羅は、中学生の頃からの友人である。
- 山角もか（やまずみ もか）（46期[6] - 47期）
  - 2000年4月1日生まれである為、ポニーメイツ初の2000年代生まれとなる（48期加入の後輩2人よりは年下）。
  - 現役ポニーメイツ時代の2023年には自身含む当時の若手3人[注 31]で、ラジオ番組『THE 修羅場』を制作、同年の「MBCラジオ・ポッドキャスト新番組選手権」にエントリーしグランプリを獲得。2023年12月にパイロット版2本が放送されたのち、2024年の山角のポニーメイツ「卒業」と同時にradikoポッドキャストで月2回配信のレギュラーとなって以降も担当している。
  - また、近年のポニーメイツOGと同じく裏方業務もこなしており、『えっちゃんのたんぽぽ倶楽部』のスタッフ（アシスタントディレクター）も務める。
- 山口紗季（やまぐち さき）（46期[6] - 47期）
  - 前職は幼稚園教諭[6]。
- 岡﨑円奈（おかざき まどな）（45期[7] - 46期）
  - 卒業後裏方に回り、技術スタッフを務める『青だよ!たくちゃん!』では「（岡崎）マッダンナ」の愛称がついていた。のちに海外移住の為降板し、その後の近況が『青だよ!たくちゃん!』で伝えられたことがある。
- 岸良夕明（きしら ゆうあ）（44期[8] - 45期）
- 濵野莉世（はまの りぜ）（44期[8] - 45期）
  - ポニーメイツになる前はKBCラジオの「ひまわり号」リポーター（28期[9]）→「アイタガール（AitaGIRL）」（1期）[注 32]をつとめていた（2016年-2020年3月）[10]。
  - プロレスファンであり『MBC闘魂三銃士』[注 33]のひとり。
- 川原田優華（かわはらだ ゆうか）[11]（43期 - 44期）
- 園田 彩（そのだ あや）（42期 - 43期）
- 脇野 眞衣（わきの まい）（42期 - 43期）
- 池ノ上里穂（いけのうえ りほ）[12]（41期 - 42期）
- 赤塚 里美（あかつか さとみ）（40期 - 41期）
  - 元霧島ふるさと大使
  - ポニーメイツ時代には、ミスユニバース鹿児島大会のファイナリストとして大会出場の経験者。ポニーメイツ卒業後は、テレビの県政番組などを担当していた。ラジオ番組『MBCスポーツ』や『いいな⭐︎きりしま』『MBC情報キャッチャー』などを担当。霧島市のコミュニティラジオ局FMきりしまのパーソナリティや南九州ケーブルテレビの番組MCも務めていた。2025年3月、MBCを退社している。
- 松下 愛（まつした あい）（40期 - 41期）
- 栫 綾（かこい あや）[13]（38期 - 40期）
  - ポニーメイツとしては榮德以来8期ぶりでかつ2022年の時点で最後の3年活動組であった。所属予定事務所の意向で例外的に40期生まで延長されていた。
  - ポニーメイツになる前は南日本放送ラジオ技術部に所属するディレクターであった。『えっちゃんのたんぽぽ倶楽部』ではディレクターの時に「ぽぽガールの栫ちゃん」と呼んでおり、その名残でポニーメイツの時からポニーのタウン情報において宮原恵津子からは「栫ちゃん」とちゃん付けで呼ばれていた。卒業後に社外ディレクター扱いで『たんぽぽ倶楽部』のディレクターに復帰し2021年時点では火曜日及び金曜日を担当、この他土曜日のワイド番組『二見いすずの土曜のラジオ!』を担当していたが、前者は2021年8月6日[14]、後者も同8月7日限りで降板した。同時期にMBCタレントとしてのプロフィールも削除されている。
  - 現在は地元の南さつま市在住で、ローカルタレントのちゃんサネが代表を務める自宅兼芸能事務所の『なんさつONLINE』（枕崎市）にポニーメイツ40期生の頃から所属しているため、県内他局の番組にも出演している。MBCテレビのインフォマーシャル番組『ときめきワイド』でも、元々MBCタレントではない同事務所の先輩にあたる中島りかの後継で、MBCタレントとしての活動初期の頃から出演している。ポニーメイツ時代、南さつま市内のレポートの時は必ずといっていいほど同行していたため、朝ワイドのレポート日が南さつま市の日で彼女がいない場合は、必ずタウン情報の方に入っていた。MBCタレントは1年程度の事務所研修を経て入っているため、40期生の時期での卒業レポートは行っていなかった。
- 上園 歩美（うえぞの あゆみ）（38期 - 39期）
- 神崎 美香（かんざき みか）（38期 - 39期）
  - 鹿児島県立農業大学校の卒業生。一貫して農業一筋に学習したことを生かしており、ポニーメイツ卒業後は2018年度いっぱいまで「MBC農業レポーター」での肩書きのMBCタレントであり、テレビ番組の『たわわのわ』をレギュラーで担当していた。そのため、タウン情報を担当するときは、Aコープを除くJA系列施設のレポートのみ。それ以降はJA鹿児島県経済連の所属で、広報誌の取材を主に担当。
- 神田国光（かんだ　くにみつ）（37期）
  - 歴代のポニーメイツでは唯一の男性で、放送上の名義はレポーター扱い。9月頃と、途中から加入している。現在はMBC鹿屋支社に所属し、タレント活動は行っていない。
- 除川理沙（よけがわ りさ）（37期）
- 四位笙子（しい しょうこ）（37期）
  - かごしまコンシェルジュの観光ガイドを経て、現在はフリーアナウンサー。MBCタレントの活動は一切したことが無い。
- 平山琴実（ひらやま ことみ）（35期 - 36期）
- 松林里奈（まつばやし りな）（35期 - 36期）
- 水村 麻里江（みずむら まりえ）（33期 - 34期）
- 原口 智衣（はらぐち ともえ）（34期）
- 大山 恵美理（おおやま えみり）（34期）
- 蔵園 千尋（くらぞの ちひろ）（34期）
- 榮德多賀子（えいとく たかこ）[15]（31期 - 33期）
  - 通常活動の範囲内で3期に渡って活動していた最後のポニーメイツである。
  - ラジオでは『青だよ！たくちゃん！』の中継レポーターや各種冠ミニ番組、テレビでは『てゲてゲ』のスタジオレギュラーやeスポーツバラエティ番組『てゲてゲーミング』のメイン出演者。元ポニーメイツとしては担当番組が特に多い。
- 田中 絵那（たなか えな）（32期 - 33期）
  - 中継先の人々や園児たちから、アニメ映画『崖の上のポニョ』のキャラクターになぞらえて「ポニョ」と呼ばれており、そのため、自身のあだ名の中には前記のものをかけて「えにゃ」となっている（モニパレ畑の自分の畑の看板にも書かれている）。
- 上園 なつき（うえぞの なつき）（33期）
- 鮫島 由里穂（さめしま ゆりほ）（33期）
- 亀澤 美沙紀（かめざわ みさき）（32期）
- 柳原 志穂（やなぎはら しほ）（31期 - 32期）
- 米澤 恵美子（よねざわ えみこ）（31期 - 32期）
  - ポニーのタウン情報において、ポニーメイツ出身タレントの米澤瑠美と同姓のため、フルネームで読み上げられた。
  - 奄美市のディ!ウェイヴを（2009年4月）経て、フレンズFMのパーソナリティを務める。
- 山之内 美子（やまのうち よしこ）（30期 - 31期）
  - MBCタレントの頃は『たけまる商店・営業中』の番組スタッフ、その他 ラジオのパーソナリティ、中継リポーターとして活動していた。
  - 現在はフレンズFMに移籍している。
- 濱田 祐美（はまだ ゆみ）（30期 - 31期）
  - 『MBCニューズナウ』など、MBCテレビの報道レポーターとしても活動中。
- 和田 由樹（わだ ゆき）（28期 - 30期）
  - 前職は自動車販売会社の営業職、現在はMBC－TV、ラジオのローカル枠でリポーターやMCとして幅広く活動中。
- 赤岩 ひとみ（あかいわ ひとみ）（27期 - 28期）
  - アパレル関係の大学講師の娘。ポニーメイツ時代は本名で活動。MBCタレントに転向を期に芸名を赤岩瞳に改名した。現在は『たけまる商店・営業中』の生中継、その他ローカル枠のラジオ番組でスポンサー絡みでの中継リポートを担当。
- 西上原 愛（にしうえはら あい）（27期 - 29期）
  - ポニーメイツ時代は本名で活動していた。MBCタレントに転向を期に芸名を西上原あいに改名した。
  - 小学生の時、池山隆寛（前：楽天打撃コーチ）の影響でヤクルトのファンになり、ポニーメイツになる前は、ヤクルトレディをやっていた。[要出典]
  - 父親が巨人、母親がダイエーのファンで、父親の影響で、巨人戦しか見せなかったこともあり、それ以前は巨人のファンだった。
  - 現在はMBCタレントではないものの、毎年プロ野球シーズン終了直後に『青だよ!たくちゃん!』のスピンオフとして放送される特別番組に出演することがある。
- 米澤 瑠美（よねざわ るみ）（29期 - 30期）
  - 1983年生、鹿児島市立武岡小学校・武岡台小学校出身。前職は観光バスガイド、2005年よりMBCで活動。滑舌の良さは本職のアナウンサー顔負けで演歌や民謡の歌唱も大の得意、現在は『たけまる商店・営業中』のアシスタントなどを担当。
- 田島 奈緒子（たじま なおこ）（26期 - 28期）
- 鶴園 直子（つるぞの なおこ）（25期 - 26期）
  - 現在は『城山スズメ』などで番組スタッフとして携わっている。一時期、小さなコーナーのMCを担当したこともあった。
- 坂口 智子（さかぐち ともこ）（25期 - 26期）
  - 20年以上タレント活動を休止しスタッフとして活動していたが、リポーターの予備人員確保のため、結婚後の本名である前之園 智子（まえのその ともこ）名義で2023年度より復帰。スタッフとして長らく携わり、「ベホマズン坂口」の異名で呼ばれていた『青だよ!たくちゃん!』[16]においても、2024年12月よりリポーターをつとめる事となった。また『えっちゃんのたんぽぽ倶楽部』および『美坂理恵のたんぽぽフライデー』のスタッフ（曜日により技術スタッフもしくはディレクター）としては「M画伯」の愛称で親しまれている。
- 笹田美樹（ささだ みき）（20期 - 21期？）
  - 2021年現在『城山スズメ』の司会（采野吉洋と）を主に担当。ちなみに「城山スズメ」には、2011年春の番組改編で『うねうねウィークエンド』からコンビごと移動している。そのほかにMBCラジオでは「みやんじょ たけこ」(※出身地の旧:宮之城町にちなむ変名)名義でも活動している。[独自研究?]
- 福留知恵（ふくどめ ともえ）（調査中[独自研究?]）
  - 現在は実質的な日本初のAMラジオ＆Ustreamのサイマル放送『金プレ』でメインMC、2012年3月までは『スマイリー園田のLive Alive』のアシスタントMCとしてもレギュラー出演した。MBCでは屈指のジャニーズファンで、全国各地の熱狂的ジャニファンと多く親交がある。
- 有川 幸（ありかわ みゆき）（調査中[独自研究?] 22期 - 23期ごろ）
  - 現在は『さつまお笑い劇場』のMCのみを担当
- 今井由美子（いまい ゆみこ）（1980年代初頭？）[17]
  - 現在のレギュラーは『かごしま街角通信』のMC。他にも『えっちゃんのたんぽぽ倶楽部』で番組スタッフ、時にリポーターもこなしている。
- 山下美智代（やました みちよ）（1970年代頃？）[17]
  - ポニーメイツの第1期生で、ポニーメイツ終了後、1990年代までMBCのTV・ラジオのローカル枠で幅広くタレント活動を行っていた。現在は希望のリボンのメインMC（2011年～、2020年度からは終日）や快適生活ラジオショッピングを主に担当。